# Habenaria harroldii
Habenaria harroldii är en orkidéart som beskrevs av David Lloyd Jones. Habenaria harroldii ingår i släktet Habenaria och familjen orkidéer.
Artens utbredningsområde är Queensland. Inga underarter finns listade i Catalogue of Life.